# ديفيد ر. هايس
ديفيد ر. هايس (بالإنجليزية: David R. Heise)‏ هو عالم اجتماع وعالم نفس أمريكي، ولد في 15 مارس 1937 في إيفانستون في الولايات المتحدة.